# Браво, Чекко
Чекко Браво (итал. Cecco Bravo; 15 ноября 1601[…], Флоренция — 11 декабря 1661[…], Инсбрук) — итальянский живописец. Представитель маньеризма флорентийской школы.

## Биография
Чекко родился в 1601 году во Флоренции. Имя «Чекко» является уменьшительным от «Франческо». Учился живописи у Джованни Биливерти, а также он был близок к Сигизмондо Коккапани. В начале 1620-х годов работал в мастерской Маттео Росселли.
К 1629 году Чекко Браво стал владельцем собственной мастерской. Его самая ранняя из известных ныне работ — фреска с изображением Мадонны, Святого Иоанна и ангелов в монастыре Сан-Марко (1628—1629) и картина «Милосердие» (базилика Сантиссима-Аннунциата) во Флоренции.
В 1633 году он написал шесть люнетов со сценами из жизни блаженного Бонавентуры Бонаккорси для церкви Сантиссима-Аннунциата в Пистое, продолжая серию, начатую в 1601 году Бернардино Поччетти. Он также написал фриз с изображением детских игр и рассказов из романа «Орландо Фуриозо» («Неистовый Роланд», 1631) для виллы Корсини в Меццомонте в Импрунете (Тоскана).
Для библиотеки Каза-Буонарроти (дома Микеланджело) во Флоренции, Браво выполнил аллегорическое изображение Славы. Однако он поссорился с заказчиком, который давал ему слишком детальные указания, тем самым стесняя творческую свободу, так что заканчивать работы пришлось другим художникам: Джованни да Сан-Джованни, Доменико Пулиго и Маттео Росселли (учителю Чекко Браво).
Для Палаццо Питти во Флоренции Чекко расписал один из парадных залов фресками, посвящёнными Лоренцо Медичи, по заказу его потомка Фердинандо II Медичи, который хотел обновить интерьеры дворца перед свадьбой с Викторией делла Ровере. Вначале этот заказ получил Джованни да Сан-Джованни, а после его смерти над завершением росписи, помимо Чекко Браво, работали Оттавио Ваннини и Франческо Фурини.
Для Палаццо Монтечиторио в Риме Чекко Браво создал картину «Аврора», в Оратории Ванчетони — настенные росписи (совместно с Джованни да Сан Джованни, Пьетро Либери и Бальдассаре Франческини по прозвищу Вольтеррано).
В конце 1659 года кардинал Леопольдо Медичи рекомендовал Чекко Браво на должность придворного художника Анне Гонзага, жене Фердинанда II Габсбурга, графа Тирольского. Он принял предложение и провёл последние два года своей жизни в Инсбруке, где и умер в декабре 1661 года.

## Творчество
Работы Чекко Браво сочетают приёмы маньеризма с лаконичностью и камерностью. Историк искусства Анн Барсанти описала «характерную композиционную схему» Чекко следующим образом: «Главные фигуры (обычно две), выражают свои эмоции тревожными жестами; фон лишён глубины, и только вспышки света подчеркивают сказочность атмосферы». Со своей стороны, искусствовед Говард Хиббард противопоставлял мрачную чувственность картин Браво подчёркнутому благочестию Карло Дольчи. 
Помимо картин и фресок, в творческое наследие художника входит значительное количество рисунков, большинство из которых ныне хранится во Флоренции в галерее Уффици и в Библиотеке Маручеллиана.

## Галерея
- Конный портрет Фердинанда Карла Австрийского. Между 1645 и 1661. Холст, масло. Замок Амбрас, Инсбрук
- Анжелико и Ружеро. Сцена из «Неистового Роланда». 1660. Холст, масло. Художественный музей Дэвида и Альфреда Смартов, Чикаго, США
- Агарь и ангел. 1650. Холст, масло. Музей изящных искусств, Дижон
- Эрминия среди пастухов. Сцена из «Освобождённого Иерусалима». 1659. Холст, масло. Муниципальный музей, Пистоя
- Эрминия среди пастухов. Деталь
- Мадонна дель Латте (Мадонна кормящая). Церковь Сан-Лоренцо, Кампилья-Мариттима
- Плутон похищает Прозерпину. 1663. Холст, масло. Музей истории искусств, Вена
- Аврора в окружении гениев. Ок. 1659. Холст, масло. Музей истории искусств, Вена